# Mittelschule Mattersburg
Die Mittelschule Mattersburg ist eine Mittelschule in Mattersburg.

## Pädagogische Arbeit, Ausstattung und Angebote
Die Mittelschule Mattersburg hat 19 Klassen der 5 bis 8 Schulstufe mit 445 Schülern. (Stand: 2014/15)
Im Jahr 2010 war die Schule für den Österreichischen Schulpreis nominiert.